# Cheval au Qatar
Vous lisez un « bon article » labellisé en 2015.
Au Qatar, le cheval a une importance économique et culturelle de premier plan. Après l'accession de cet Émirat à l'indépendance, en 1971, la famille souveraine des Al Thani investit pour hisser le Qatar parmi les acteurs majeurs du sport hippique et de l'équitation sportive. Le Qatar Racing and Equestrian Club (QREC) est créé en 1975, les prestigieuses écuries Al Shaqab en 1992. Le Qatar compte désormais des cavaliers de haut niveau et des chevaux pur-sang arabes mondialement réputés. Il assure l'organisation de courses hippiques fortement dotées et d'importantes compétitions de sports équestres, comme le Global Champions Tour et des compétitions d'endurance internationales, depuis le XXIe siècle. Si l'équitation reste moins présente que dans les États arabes voisins, la famille souveraine conserve pour objectif d'investir massivement dans ce domaine. L'irruption du Qatar sur la scène équestre internationale s'accompagne aussi de controverses en raison d'affaires et de suspicions de dopage, notamment en endurance et en course de galop.

## Histoire

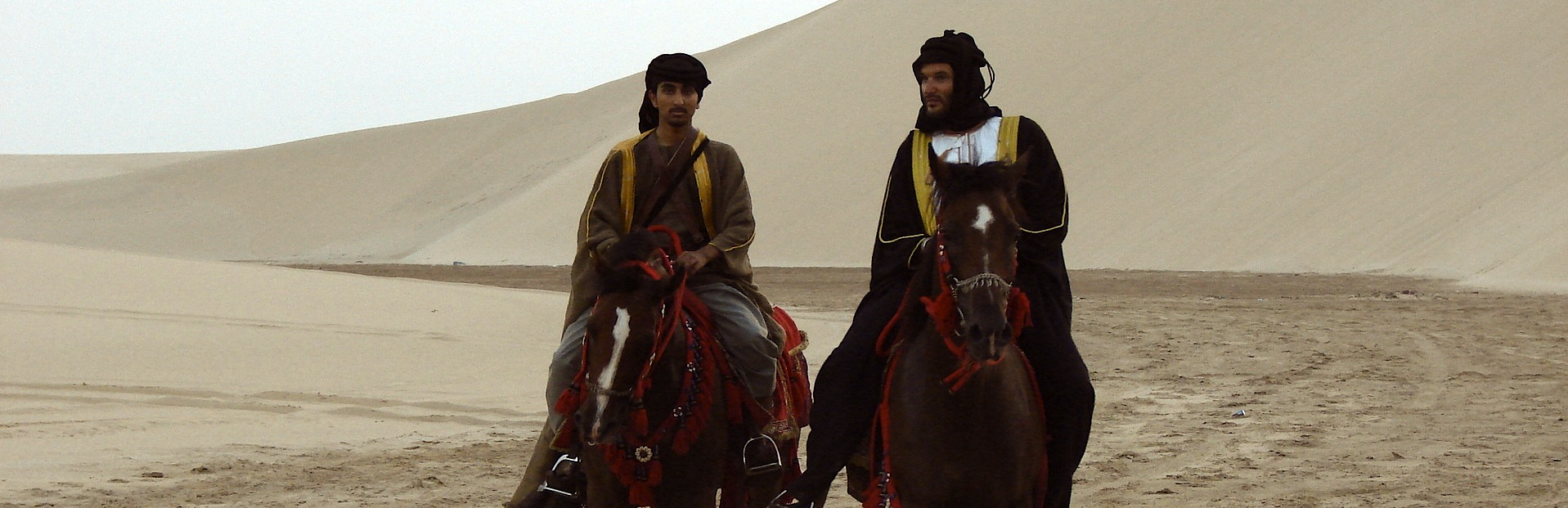
Cavaliers qatariens reconstituant une scène historique.

Durant le règne des Omeyyades et des Abbassides, le commerce de chevaux se développe sur le territoire de l'actuel Qatar. Des chevaux de race pur-sang arabe y sont élevés depuis au moins 400 ans. Les ancêtres de la famille souveraine ont migré dans la péninsule arabique grâce à leurs chevaux arabes, qui prenaient alors une part importante dans leurs conditions d'existence. L'indépendance de ce petit État doit beaucoup aux montures des troupes du cheikh Jassim ben Mohammed Al Thani, qui a repoussé les Ottomans en 1893. En 1907, 250 chevaux sont recensés sur ce territoire très peu peuplé, pour 1 430 chameaux.
Dans les années 1930, les tribus pratiquent encore majoritairement l'élevage de chevaux et de chameaux. Les qatariens gardent de ce long passé d'éleveurs nomades un fort attachement à cet animal, considéré comme un don prestigieux. Quand l'Émirat accède à l'indépendance (1971) après avoir commencé à s'enrichir grâce au gaz et au pétrole, la volonté de développer les investissements hippiques et équestres se concrétise rapidement. Le Qatar Racing and Equestrian Club (QREC) est créé en 1975, avec pour mission d'organiser des courses hippiques au Qatar et de favoriser l'élevage des chevaux de sang. Le développement de l'équitation de loisir, de l'équitation sur poney et des centres équestres est beaucoup plus récent, puisqu'il remonte au début du XXIe siècle, tout comme les premières exportations de chevaux depuis cet État.
En 2006, le cheikh Abdallah ben Khalifa Al Thani investit dans la construction d'un premier hippodrome. En septembre 2009, l'émir du Qatar Hamad ben Khalifa Al Thani offre une statuette en forme de cheval d'or à Muntadhar al-Zaidi, le journaliste irakien qui a jeté ses chaussures sur le président des États-Unis de l'époque, George W. Bush. En 2011, les écuries Al Shaqab deviennent un complexe sportif d'élite. Elles sont l'un des principaux arguments du Qatar pour sa candidature à l'organisation des Jeux équestres mondiaux de 2022, puisqu'elles devraient accueillir à terme tous les sports équestres reconnus, y compris le concours complet, la voltige et l'attelage, qui ne sont pas actuellement pratiqués au Qatar. L'équitation est l'un des sports qatariens les plus pratiqués, avec le football, le tennis et la natation. Les installations équestres et hippiques de Doha sont qualifiées de « pharaoniques ». Un festival équestre international est organisé en février chaque année. Il compte 7 courses richement dotées, dont la plus prestigieuse est celle du « sabre de l'émir ». Cet événement est l'occasion de présenter les meilleurs chevaux arabes et anglais de l'État.

## Élevage et courses de Pur-sang arabe

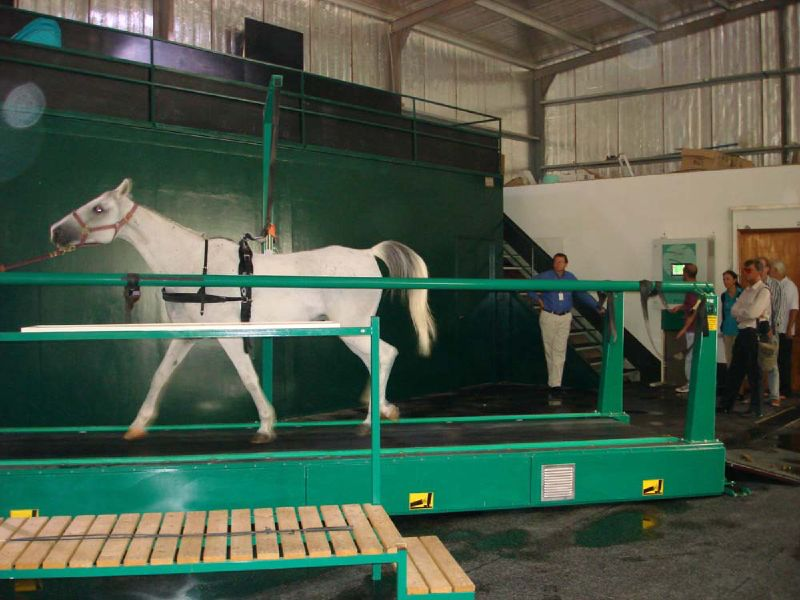
Cheval arabe qatarien sur un tapis de course

Deux races de chevaux sont élevées au Qatar, le Pur-sang et le Pur-sang arabe. Si le premier l'est essentiellement pour les courses de galop, le second l'est aussi pour des shows internationaux de la race. En 1988, l'élevage d'Umm Qarn (jusqu'alors destiné à la production de volailles) devient un élevage de Pur-sang arabes de course et d'endurance. Les écuries Al Shaqab, créées en 1992 à Al Rayyan, ont été construites sur le site de la bataille du cheikh Jassim ben Mohammed Al Thani contre les Ottomans. Elles forment le fleuron de l'élevage du Pur-sang arabe au Qatar, donnant naissance à plusieurs champions du monde de la race, comme Marwan Al Shaqab. Pour nourrir leurs chevaux les plus précieux, les qatariens n'hésitent pas à importer du foin AOC français, le foin de Crau, et à le faire venir par avion.
Le show international du cheval Arabe organisé chaque année attire une grande partie de l'élite sociale qatarienne. Le développement de la race Arabe et de l'élevage d'Al Shaqab est l'une des priorités de l'Émir. Il finance des équipements luxueux pour ces chevaux, comme des tapis de course et des piscines.

## Sport hippique

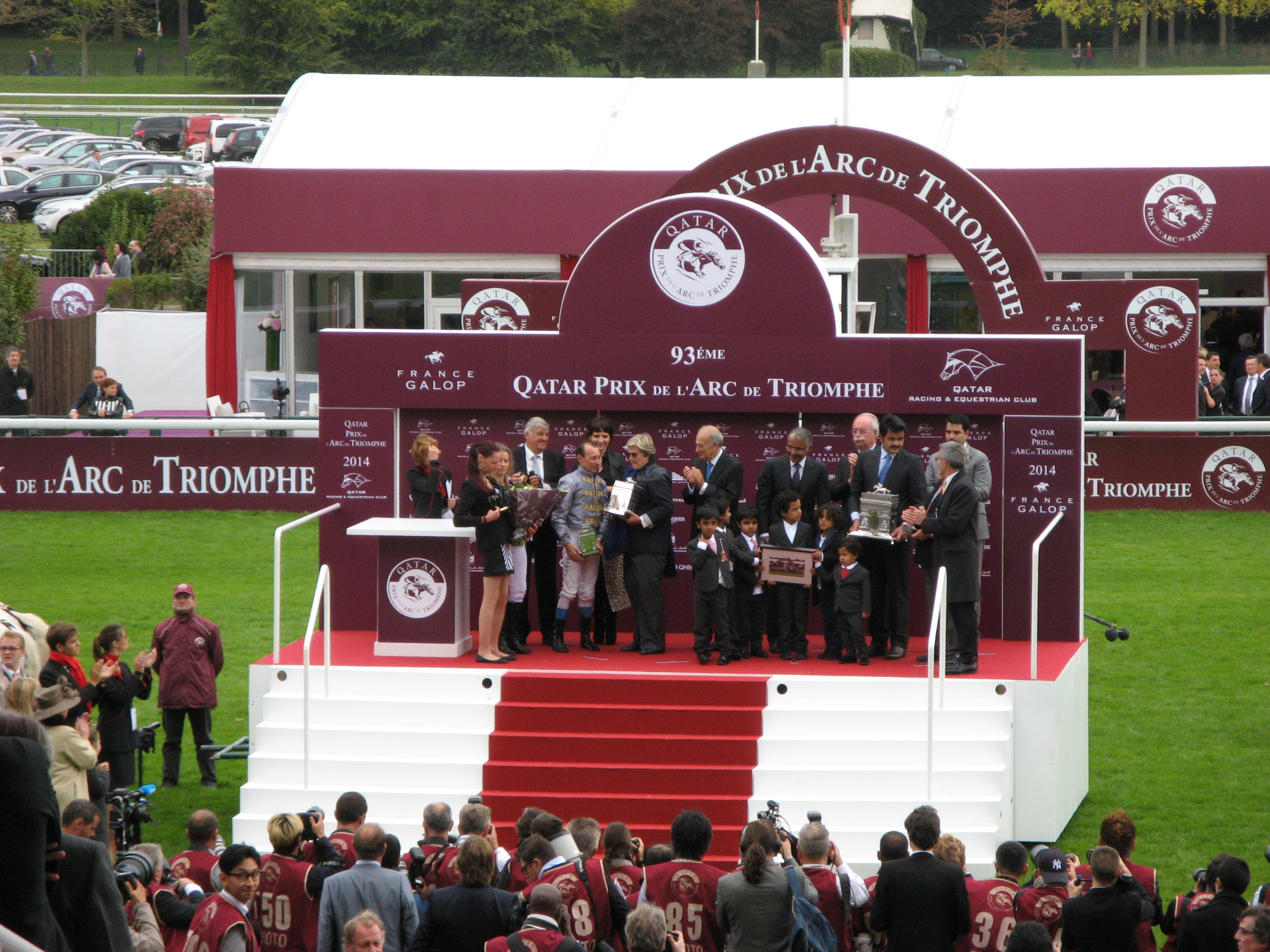
Remise des prix du Qatar Prix de l'Arc de Triomphe 2014.

La famille régnante investit énormément dans le domaine des courses de galop. Son ambition est de devenir propriétaire de la structure hippique la plus prospère au monde. La discipline est organisée par le Qatar racing and equestrian club (QREC), une écurie du sud de Doha. Les investissements du Qatar se matérialisent par le rachat de haras en Europe pour y élever des Pur-sangs, et par le sponsoring (avec naming) de courses. Le prix de l'Arc de Triomphe est devenu le Qatar Prix de l'Arc de triomphe en 2008 (jusqu'en 2022) avec un doublement de sa dotation, ce qui en fait la course de plat la mieux dotée d'Europe. Le Champion Stakes, la course britannique la mieux dotée, est subventionné par le QIPCO, un groupe d'investissement qatarien. Le festival de Goodwood, en Angleterre, devient le Qatar Goodwood Festival à partir de 2015.
Le Qatar achète les meilleurs chevaux de course de galop. Trêve, qui a remporté l'Arc en 2013 et 2014, est devenue la propriété du prince Abdallah Joaan Al Thani, l'un des fils de l'Émir,,, pour une somme située entre 8 et 10 millions d'euros. Une rivalité existe entre les Al Thani pour la suprématie en course de galop. Celui qui investit le plus en France est Abdallah ben Khalifa Al Thani, l'oncle de l'Émir actuel Tamim ben Hamad Al Thani,. La famille royale qatarienne a acquis des terres d'élevage de Pur-sang parmi les meilleures, notamment en Normandie. Elle détient le plus ancien haras du Pays d'Auge, celui de Victot-Pontfol avec son château du XVIe siècle, situé dans le Calvados et acquis pour une dizaine de millions d'euros. Les responsables français du hippisme n'hésitent pas à offrir des dîners et des croisières aux membres de la famille Al Thani.

## Sports équestres

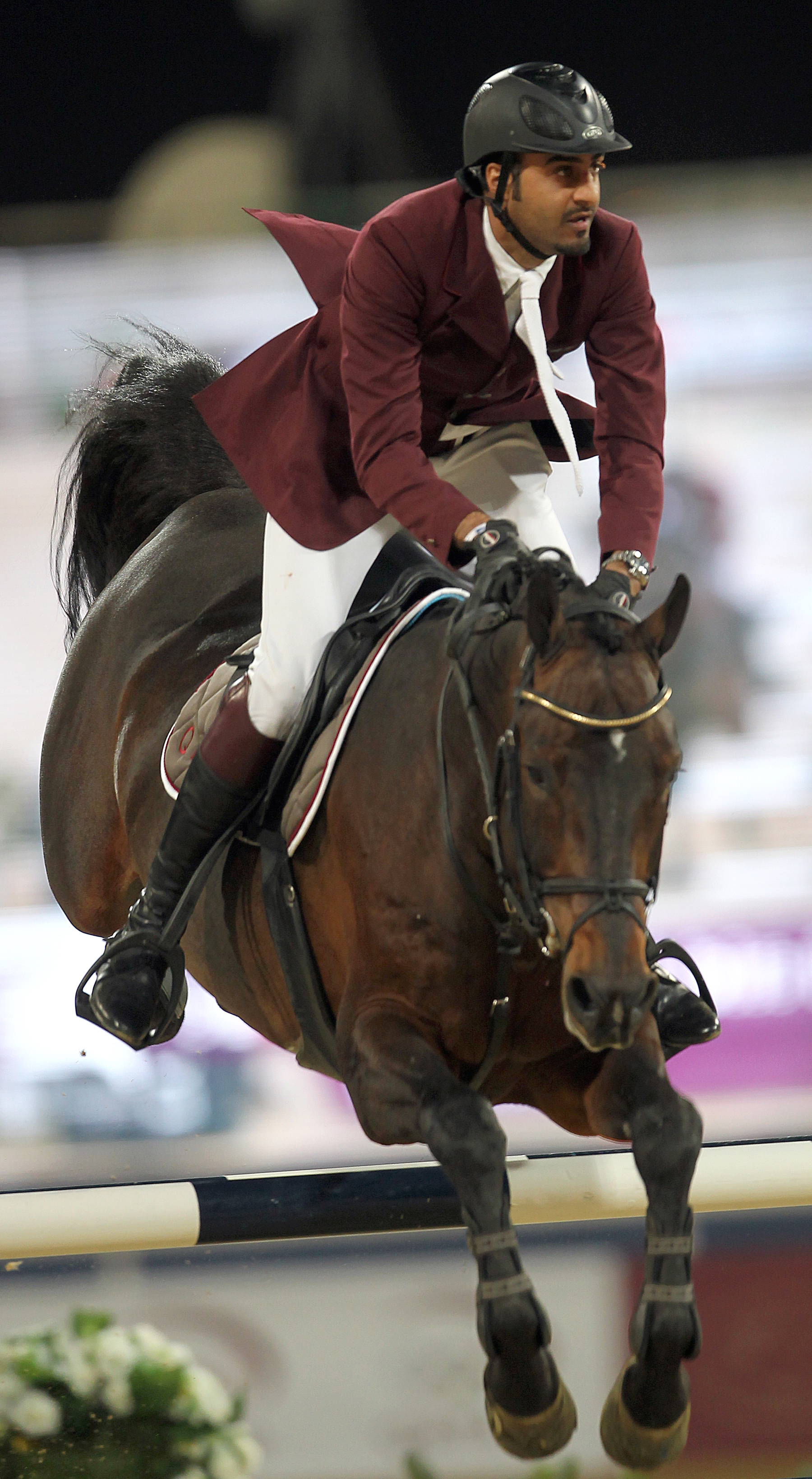
Le cheikh Ali bin Khalid Al Thani pendant l'ouverture du Global Champions Tour 2012, à Doha.

Les cavaliers qatariens sont en très grande majorité des hommes, mais les femmes peuvent elles aussi concourir au plus haut niveau. Elles représentent environ 10 % des athlètes équestres internationaux courant sous les couleurs du Qatar en 2013, d'après la Fédération équestre internationale. L'État est essentiellement présent dans deux disciplines, l'endurance et le saut d'obstacles.

### Endurance
L'endurance est, de loin, le sport équestre le plus pratiqué au Qatar. Elle s'organise sous la tutelle du comité Qatar endurance, qui existe depuis 1994 et fait partie du Qatar Racing and Equestrian club. La première course d'endurance de l'émirat est courue le 25 mars 1994 entre Ras Laffan et Ruwais, sur 42 km, sous le nom de « Première course du désert qatarienne ». Seules deux courses d'endurance relativement courtes sont alors courues chaque année. La discipline se développe à partir de 2004, quand le comité Qatar endurance est rattaché au comité olympique qatarien. Dès lors, une quinzaine de courses sont organisées chaque année. Parmi les principales figure le marathon d'endurance équestre du désert, une course de 120 km courue sur le sable.
Le développement de l'endurance au Qatar prend vraisemblablement sa source dans un conflit avec la famille régnante de Dubaï, les Al Maktoum, devenus champions du monde après avoir acheté les meilleurs chevaux de la discipline. Les qatariens, souhaitant reprendre le titre à la famille Al Maktoum, ont largement investi dans ce sport, notamment en achetant des chevaux français. Les cavaliers d'endurance français comparent cette situation à « l'achat de toutes les équipes de football de la ligue 1 par le Qatar et Dubaï ». L'État devient vice-champion du monde de la discipline par équipe en 2008. Abdulrahman Saad A.S. Al Sulaiteen décroche une médaille de bronze en individuel aux Jeux équestres mondiaux de 2014.

### Saut d'obstacles
En saut d'obstacles, le Qatar commence à s'imposer sur la scène internationale. Les Jeux asiatiques de 2006, organisés à Doha, ont vu la victoire de Ali Yousuf Ahmad Saad Al Rumaihi, qui a décroché la médaille d'or de la discipline en individuel avec son étalon Nagano. Les jeux panarabes de 2011 voient aussi le Qatar finir seconde nation de la discipline. L'État achète de nombreux chevaux de Grand Prix, notamment Kellemoi de Pépita appartenant au cavalier français Michel Robert (2011), Zorro Z, Castiglione L, Ambiente (2010) et Palloubet d'Halong (pour la somme record de 11 millions d'euros), confié à Ali Yousuf Ahmad Saad Al Rumaihi. La jument Utascha est acquise en décembre 2013 puis confiée au cavalier Khalid Mohammed Al Emadi.
La capitale Doha accueille depuis 2013 la finale du Global Champions Tour. En février 2014, le meilleur cavalier d'obstacle de l'État est le cheikh Ali bin Khalid Al Thani, qui pointe au 93e rang mondial après une progression fulgurante sur la saison 2012-2013, concrétisée par une remontée de 151 places. Il a été signalé comme un cavalier « à suivre » par la Fédération équestre internationale. De fait, le Qatar forme l'un des pays où l'équitation de saut d'obstacles se développe le plus.
La politique d'investissement dans cette discipline ne se limite pas à l'achat des meilleurs chevaux, puisqu'elle comprend une formation très poussée des cavaliers qatariens. En juin 2014, pour la première fois, un Grand Prix du Global Champions Tour (à Monaco) a été remporté par un cavalier qatarien, Bassem Hassan Mohammed. L'équipe qatarienne de saut d'obstacles, entraînée par Jan Tops, a gravi progressivement les échelons de la discipline et remporte désormais d'importantes victoires internationales. Elle a gagné sa qualification pour les jeux olympiques de 2016 en février 2015, à l'occasion de la coupe des nations d'Abou Dabi.

## Le cheval dans la culture locale

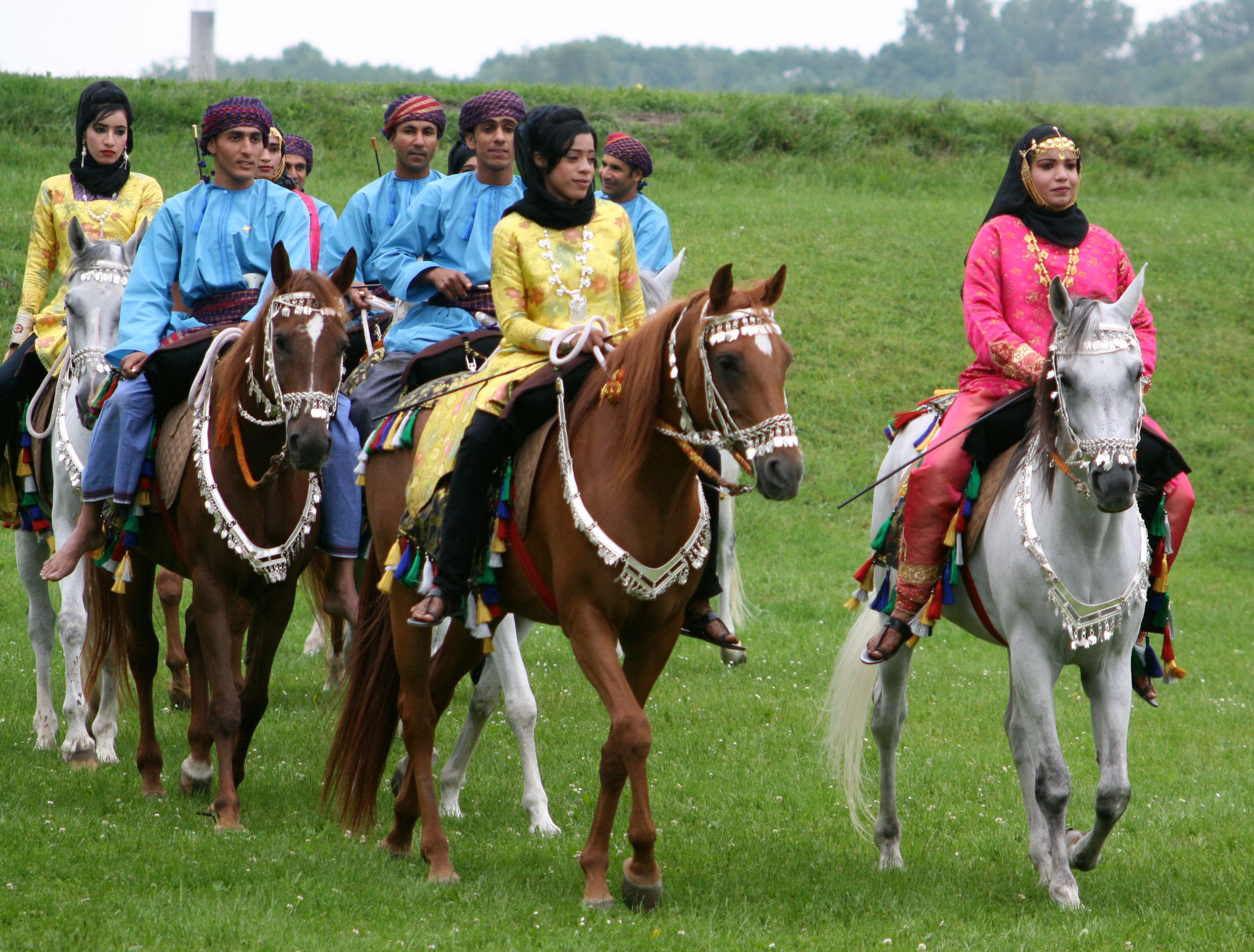
La cavalerie royale d'Oman en 2011.

Le cheval, en particulier Arabe, a toujours eu une grande place dans la culture locale. Cela est dû notamment à l'influence de la religion musulmane et du Coran, l'élevage de chevaux étant encouragé par le prophète Mahomet. L'héritage culturel des Émirs qatariens entre aussi en compte : l'équitation et la fauconnerie font partie des pratiques traditionnelles qui glorifient leur puissance et leur héritage tribal. Ce passé explique l'investissement des pays du Golfe dans les activités équestres et hippiques. Cependant, la perception du cheval a changé depuis un siècle : auparavant cadeau précieux, le cheval est devenu un « piédestal » pour valoriser la famille souveraine ainsi qu'un « bien de consommation courant ».

## Controverses
L'arrivée du Qatar sur la scène équestre et hippique internationale s'accompagne de controverses autour des agissements des cavaliers et des investisseurs. Des chevaux qatariens ont été plusieurs fois contrôlés positif au dopage en épreuve d'endurance. Les scandales impliquent aussi des chevaux morts d'épuisement après ces épreuves. Ils se sont multipliés en 2012 et 2013. 80 % des cas de dopage détectés en endurance concernent des cavaliers du Moyen-Orient, en particulier ceux des Émirats arabes unis, du Bahreïn et du Qatar,,. Ces problèmes dans le traitement des chevaux d'endurance ont été pointés par plusieurs fédérations équestres européennes. En juin 2015, la fédération équestre internationale a réagi en condamnant Nasser Khalifa N.J Al Thani à 27 mois d'interdiction de compétition, à cause du contrôle positif de son cheval Brookleigh Caspar pendant une course de 120 kilomètres tenue à Doha en avril 2014.
Un autre problème réside dans le climat du Qatar, qui n'est pas adapté à la pratique d'une équitation sportive ni au bien-être de tous les chevaux.
De même, les investissements du Qatar dans le sport équestre et le hippisme français ont provoqué un malaise. La jument Kellemoi de Pépita, achetée à Michel Robert par le cheikh Ali bin Khalid Al Thani, faisait partie des chances de médaille de la France pour les Jeux olympiques de 2012,. Si certains cavaliers voient les achats du Qatar d'un mauvais œil, d'autres, comme Michel Hécart, y sont favorables. Certains acteurs français des courses hippiques estiment aussi que la situation de monopole des qatariens sur les courses françaises les mieux dotées provoque une fermeture des meilleures courses de galop aux entraîneurs français.